# Hans Rott
Hans Rott (nome di battesimo: Hans Karl Maria Rott; 1º agosto 1858 – 25 giugno 1884) è stato un compositore e organista austriaco.
Nonostante la sua opera sia oggi scarsamente conosciuta, egli esercitò una notevole influenza sul suo contemporaneo Gustav Mahler, il quale lo definì in seguito "il fondatore della nuova sinfonia".

## Biografia e studi
Rott nacque a Braunhirschengrund, un sobborgo di Vienna, dalla relazione tra la diciottenne Maria Rosalia Lutz (1840-1872) e il cinquantunenne Carl Mathias Rott (1807-1876). Il padre - il cui vero cognome era Roth - a causa di un precedente matrimonio che si concluse solo nel 1862 con la morte della moglie, non poté riconoscere il figlio sino al 1863, anno in cui sposò Maria Rosalia Lutz. Entrambi i genitori praticavano attività artistiche: in particolare, il padre era un attore comico abbastanza famoso nella Vienna del tempo, mentre la madre, oltre che attrice, era anche una cantante sufficientemente conosciuta. Il giovane Rott rimase orfano piuttosto presto: nel 1872 perdeva la madre, mentre il padre - rimasto zoppo in seguito a un incidente di scena - moriva quattro anni dopo (1876).
Poiché almeno sino alla metà degli anni settanta la situazione economica familiare era piuttosto soddisfacente, non vi furono motivi per ostacolare i precoci orientamenti musicali dell'adolescente Rott. Durante il corso invernale del 1874-1875 poté dunque iscriversi al Conservatorio di Vienna(oggi Universität für Musik und darstellende Kunst Wien - Università per la musica e le arti drammatiche di Vienna), dove fu esentato per tutto l'anno dal pagamento della retta e ottenne in seguito una borsa di studio. Qui ebbe modo di frequentare il corso di composizione di Franz Krenn, quello di pianoforte con Leopold Landskron e quello di armonia di Hermann Grädener; di particolare importanza per la formazione del giovane musicista fu poi lo studio dell'organo con Anton Bruckner, che mostrò una particolare stima per il giovane Rott, tanto da rilasciargli un certificato di encomio.
A partire dal 1872, come si è visto, la situazione familiare peggiorò notevolmente, con la morte di entrambi i genitori a distanza di pochi anni e il conseguente instaurarsi di una situazione economica precaria, che costrinse Rott ad accettare un posto da impiegato per potersi mantenere. Malgrado queste difficoltà riuscì a proseguire i suoi studi, ottenendo due "premi d'onore" dal Conservatorio, e un posto a lui molto più confacente di organista presso la chiesa di Piaristen (Maria Treu), ottenendo anche un alloggio presso l'adiacente monastero. Furono proprio queste stanze a divenire luogo di incontro per numerosi studenti e amici, fra cui i musicisti Rudolf Krzyzanowski, Gustav Mahler, Hugo Wolf, il filologo e archeologo Friedrich Löwy e lo studioso della filologia tedesca Giuseppe Seemüller.
Nel novembre del 1878 chiese di essere sollevato dal suo incarico di organista - che abbandonò munito di dettagliate referenze - mantenendosi dando lezioni private e ricevendo un consistente aiuto finanziario da parte dei suoi amici. A dispetto di queste difficoltà economiche, questo periodo - insieme a quello vero e proprio di studio presso il Conservatorio - fu il più prolifico. La prima grande espressione della prima fase fu la Sinfonia in La bemolle maggiore per orchestra d'archi (1874-1875), a cui fecero seguito un Finale Sinfonico, due Ouverture (una dall'Amleto e una dal Giulio Cesare) e una Suite per Orchestra; nello stesso tempo, arricchì la sua produzione con la scrittura di cori sacri e profani, nonché alcuni Lieder. In questo stesso periodo, venne rimaneggiata la sua Sinfonia in Mi maggiore, il cui primo movimento era stato presentato in occasione del concorso di composizione al Conservatorio nel giugno del 1878. Malgrado l'intercessione di Bruckner, Rott - che fu il solo allievo a terminare i corsi - non ottenne alcun premio, avendo semplicemente concluso "i corsi della scuola di composizione" con grande profitto.
Il periodo 1879-1880 è invece legato a piccoli viaggi ed escursioni, un "grande amore" - il solo e unico della sua vita - e il completamento della Sinfonia. È dell'inizio del settembre del 1880, tra l'altro, il vano tentativo di Rott di convincere il direttore d'orchestra Hans Richter - che pure aveva mostrato un certo interesse - ad eseguire la sua prima sinfonia con l'Orchestra filarmonica di Vienna. Due settimane più tardi renderà visita a Johannes Brahms, che aveva il compito di decidere, assieme a Eduard Hanslick e Karl Goldmark, circa l'assegnazione di una borsa di studio statale. Il grande compositore amburghese arrivò al punto di dubitare che la Sinfonia in questione fosse realmente opera del giovane Rott, poiché – sostenne - "accanto a così tante belle cose, ci sono di nuovo talmente tanti elementi banali o privi di senso nella composizione che questa non può certamente essere opera di Rott".
Rott, deluso, decide di partire nuovamente, stavolta in direzione di Mulhouse, in Alsazia, dove vi era la possibilità di un impiego come direttore o maestro del coro, pur non intendendo rinunciare all'idea di vedere eseguita la sua Sinfonia: il 14 ottobre del 1880 riesce a rendere visita ad Hans Richter e a sottoporre al suo esame la partitura completa; questi, pur mostrandosi cortese ed elogiativo, esclude la possibilità di un'esecuzione pubblica. Il 21 dello stesso mese i suoi amici lo accompagnano in stazione, dove è in partenza il treno che dovrebbe condurlo a Mulhouse. Il 23 ottobre, durante il viaggio, un passeggero che si apprestava ad accendere un sigaro vede Rott minacciarlo estraendo la pistola perché - sostiene - "Brahms ha riempito il treno di dinamite". Lo stesso giorno viene condotto presso la clinica psichiatrica dell'Ospedale Generale di Vienna, "in uno stato di confusione totale". Il suo destino è ormai segnato: all'inizio dell'anno 1881, dopo un primo tentativo di suicidio, viene internato presso il manicomio del Land della Bassa Austria, dove muore il 25 giugno del 1884 di tubercolosi. Non aveva ancora 26 anni.

## Stile compositivo e rapporti con altri musicisti
Sino alla fine degli anni ottanta del 1900, la musica di Hans Rott era caduta in un oblio che durava da circa cento anni, fin quando il musicologo Paul Banks non scoprì, nell'archivio della Biblioteca Nazionale Austriaca, la partitura della Sinfonia in Mi maggiore, composta – come è stato detto in precedenza - a soli vent'anni. La prima esecuzione dell'opera, curata dallo stesso Banks e diretta da Gerhard Samuel, ebbe luogo a Cincinnati il 4 marzo 1989, seguita da altre esecuzioni a Parigi, Londra e Vienna. Il mondo musicale venne così acquistando un crescente interesse per il “fenomeno Rott”, per i rapporti coi suoi predecessori e, soprattutto, per quelli con i suoi colleghi contemporanei, che – soprattutto all'indomani del ritrovamento archivistico – apparivano meritori di alcune nuove considerazioni.
Da un punto di vista squisitamente musicale, il debito di Rott nei confronti di Richard Wagner sembra oggi essere fuori discussione. A parziale testimonianza del fascino che il grande compositore di Lipsia esercitava soprattutto nei confronti di quello che potremmo definire il “circolo Bruckner” – di cui ovviamente Rott faceva idealmente parte – nel 1875 vi fu il suo ingresso nella “Società Accademica wagneriana di Vienna” e successivamente la sua presenza al primo “Bayreuther Festspiel” nel 1876. Non mancano poi, all'interno della sinfonia in Mi maggiore e di altre composizioni, diverse ispirazioni di chiara fonte wagneriana, se non esplicite citazioni (Lohengrin, Oro del Reno, Maestri Cantori di Norimberga). È evidente pertanto che, all'interno del grande spartiacque musicale realizzatosi a Vienna nella seconda metà del secolo XIX – che vedeva da una parte Brahms e dall'altra Bruckner (e Wagner) - Rott si schierò apertamente a favore della seconda “fazione”.

### Rott e Bruckner
Essendo notoria la venerazione che Bruckner nutriva per Wagner – e l'influenza che quest'ultimo esercitò sullo stile compositivo del primo - non può stupire l'importanza che rivestì l'espressione bruckneriana nella formazione del giovane Rott, che peraltro, come si è detto, frequentò presso il Conservatorio di Vienna il corso da organista di Bruckner. Il tipo di legame che lo strinse a Bruckner, tuttavia, non si limitò a quello che generalmente può contraddistinguere una normale relazione allievo-maestro: in primis, Bruckner svolse un ruolo molto simile a quello di un “protettore” – o di un “padre spirituale”, se si preferisce – che cercava di porre rimedio alle diverse difficoltà che il suo “allievo favorito” andava incontrando, in ambito sia quotidiano che musicale vero e proprio. Certamente, ad esempio, Bruckner tentò d'intercedere per il giovane allievo quando questi attraversò una fase di ristrettezze economiche, fornendogli molteplici “raccomandazioni” per diversi posti da organista (Klosterneuburg, S. Florian, Chiesa di S. Michele, Chiesa Votiva di Vienna). Una di queste – facente parte della documentazione giunta sino a noi – è opportuno citarla per comprendere meglio la cura e la considerazione di cui godeva Rott presso Bruckner: “Il firmatario di questa lettera considera un grande piacere poter affermare di aver conosciuto il Signor Hans Rott come allievo durante i suoi studi presso il Conservatorio, e che quest'ultimo, grazie al suo eccezionale talento, alla sua diligenza, al carattere moralmente puro e infine, nondimeno, alle sue esecuzioni musicali, in particolar modo all'organo, ha generato le più grandi speranze”.
Limitandosi, invece, alla ricerca di relazioni puramente musicali tra i due compositori, non possono essere sottaciuti i numerosi passaggi contrappuntistici – in cui Bruckner era maestro - contenuti nei quattro movimenti della Sinfonia in Mi minore, oltre al massiccio uso degli ottoni, caratteristica identificativa del sinfonismo bruckneriano.

### Rott e Brahms
Le difficoltà che Rott visse con Brahms – reali e, potremmo dire, “psichiche” – hanno probabilmente una duplice origine: in primo luogo, il grande compositore amburghese non poteva rimanere insensibile all'evidente affiliazione da parte di Rott alla corrente bruckneriana viennese; secondariamente, l'ostilità di Brahms manifestata, secondo certa musicologia, nei confronti del giovane musicista, troverebbe spiegazione nel tentativo di Rott di approdare ad una “musica universale”, che potesse conciliare l'inconciliabile, vale a dire il wagnerismo di Bruckner con l'antiwagnerismo di Brahms, il quale non poteva non interpretare tale aspirazione velleitaria come una prova di “mania di grandezza”. Non sorprende quindi che l'ascolto del Finale della sinfonia di Rott trasmetta oggi l'impressione di una temeraria sintesi tra quello della prima di Brahms e quello della quinta di Bruckner (non ancora eseguita né pubblicata all'epoca), con il sigillo conclusivo di una chiusa in pianissimo dal sapore wagneriano.
La prima traccia rilevante di questo problematico rapporto fra Brahms e Rott è offerta proprio dal già citato episodio del 1880, quando Brahms, in qualità di membro della commissione esaminatrice per la concessione di una borsa di studio statale, rigettò la sinfonia composta dal giovane collega. Parte degli studiosi - Eckhardt van den Hoogen su tutti - attribuisce a tale circostanza un peso determinante nello sviluppo delle successive patologie psichiche del giovane musicista, azzardando un parallelismo tra Rott, Schumann e Wolf, le cui vite si incrociarono in vario modo con quella di Brahms ma si conclusero tutte, in seguito, in preda a disturbi mentali più o meno gravi. Una coincidenza invero molto difficile da sostenere, al limite dell'assurdo, tanto più che, in particolare, Schumann e Wolf furono affetti da psicosi diverse che si erano instaurate e poi evolute, nell'uno e nell'altro, indipendentemente da qualsiasi incontro con il musicista amburghese. Da questa prospettiva, tuttavia, l'accusa rivolta da Bruckner al “giudice” Brahms, di aver compiuto “una vera ingiustizia artistica” nell'episodio del 1880, può chiaramente assumere contorni diversi, sebbene lo stesso Friedrich Loehr – amico di Rott – si affretti a precisare che “diversi fattori psichici ed emozionali” avevano reso ineluttabile il destino del giovane musicista.
Al di là di queste ipotesi, quel che è certo è che l'esordiente Rott, all'interno del campo minato della Vienna musicale della seconda metà del XIX secolo, si mosse con un misto di ingenuità, ardore e imprudenza che dovette costargli senza dubbio molto caro. La sinfonia che presentò a Brahms e agli altri membri della commissione, all'interno del suo ambizioso progetto di pervenire a una sorta di “musica universale” nell'ambito di una stessa composizione, non poté non suonare come una provocazione vera e propria. Le già citate reminiscenze wagneriane contenute nella Sinfonia in Mi maggiore dovettero assumere per Brahms – il quale, pur non amando mai sbandierare in campo aperto bellicosi pamphlet, era comunque considerato il capofila degli anti-wagneriani - le sembianze di un affronto vero e proprio. Il secondo movimento poi, anziché alleggerire la posizione dell'esaminando, acuì probabilmente l'irritazione di Brahms, con la comparsa di un motivo schumanniano, evidentissimo e ricorrente, legato a “Clara”, che Rott ripeté in modo tale che potesse intenderlo “qualsiasi imbecille”. Il quarto movimento, infine – con l'introduzione di una melodia assai simile al tema del Finale della prima sinfonia di Brahms – diede probabilmente a quest'ultimo l'impressione di una smaccata adulazione, mentre invece si trattava forse di un “omaggio” finalizzato ad una captatio benevolentiae.

### Rott e Mahler
«Quello che la musica ha perduto con lui è incommensurabile: il suo genio s'invola talmente alto già nella sua prima sinfonia, che ha scritto quand'era un giovane di vent'anni, che fa di lui – la parola non è affatto forte – il fondatore della nuova sinfonia» (Gustav Mahler, nelle Memorie di Nathalie Bauer-Lechner).
I rapporti di stima reciproca che legavano Mahler e Rott sono stati ampiamente provati. Lo stesso Rott, all'epoca del suo ricovero presso l'asilo psichiatrico, a chi gli domandava se ricordasse ancora chi fosse Mahler, rispondeva: “Certamente, certamente, Mahler è un genio!”. Né tali rapporti di vicendevole considerazione poterono essere offuscati da futili – o goliardiche, si potrebbe dire – discussioni, ad esempio sull'opportunità per un compositore di accontentarsi di mangiare Quargeln (un modesto formaggio di cui si nutrivano in special modo le classi più popolari) o roast beef.
Al momento della riscoperta della partitura della Sinfonia in Mi maggiore, parte della musicologia intese ricercare nell'opera di Mahler eventuali debiti nei confronti del suo vecchio compagno di studi, operazione che senza dubbio avrebbe potuto condurre ad una riscrittura della storia della sinfonia nella seconda metà dell'Ottocento. La prima tendenza fu allora quella di elevare Rott al ruolo di “padre della nuova sinfonia” – come affermato peraltro dallo stesso Mahler - per esibire quest'ultimo come uno sciacallo che si era servito delle sconosciute composizioni del suo amico per affermarsi (la sua promessa di far conoscere al pubblico, come direttore d'orchestra, la sinfonia dello sventurato amico non venne in effetti mai mantenuta).
In realtà, un'analisi più attenta delle opere di entrambi i compositori induce a ritenere che, così come la stima e l'amicizia, anche le influenze musicali furono reciproche. In occasione della prima esecuzione moderna viennese, ad esempio, non poterono passare inosservate le “reminiscenze” mahleriane, le cui sinfonie, però, sarebbero state scritte soltanto diversi anni dopo la composizione della prima sinfonia di Rott: in effetti Mahler si sarebbe svincolato completamente dagli spunti tematici, da certe innovative atmosfere orchestrali e dalle ardite mescolanze stilistiche di Rott solo a partire dalla sua sesta sinfonia (il che spinse Wolfgang Fuhrmann ad affermare: «La sinfonia numero Zero di Mahler o la Prima di Rott?» e ad aggiungere: «Inevitabilmente […] Rott e Mahler devono aver intrattenuto un intimo scambio di idee musicali»). La sinfonia in Mi raggiunge il suo vertice nello Scherzo, proprio laddove elude gli influssi bruckneriani, wagneriani e brahmsiani per proporsi nella sua genuina originalità che, però, per uno scherzo del destino, le orecchie degli ascoltatori di 120 anni dopo riconoscono invece come assolutamente "mahleriana".

## Opere
A dispetto della brevità della sua vita e del fatto che molte composizioni furono bruciate dallo stesso Rott, molte delle sue opere sono giunte sino a noi, conservate nella Biblioteca Nazionale di Vienna.

### Musica sinfonica
- Sinfonia in La bemolle maggiore per orchestra d'archi
- Preludio orchestrale in Mi maggiore
- Preludio al "Giulio Cesare" in Si bemolle maggiore per orchestra
- Sinfonia n.1 in Mi maggiore
- Preludio pastorale in Fa maggiore per orchestra
- Suite in Mi maggiore per orchestra

### Musica da camera
- Movimenti per quartetto d'archi in Do maggiore
- Padre Nostro in Sol maggiore per Basso o Baritono, quartetto d'archi e contrabbasso
- Dachs-Studie in Re maggiore per quintetto d'archi
- Quartetto d'archi in do minore
- Movimento per quartetto d'archi in Sol maggiore, op. I
- Movimento per quartetto d'archi in Do maggiore, op. VII

### Lavori corali
- Coro di Epigone in La maggiore per coro misto
- L'eco (Das Echo) in Sol minore per coro misto

### Lieder(canzoni) con accompagnamento al pianoforte
- Das Abendglöckchen - in Mi bemolle maggiore per Contralto
- Geistergruß - in Fa minore per Basso
- Mailied - in La maggiore per Soprano o Tenore
- Der Sänger - in Re maggiore per Basso
- Das Veilchen - in Sol maggiore per Soprano o Tenore
- Das Vergißmeinnicht - in Sol maggiore per Tenore
- Wanderers Nachtlied - in Mi bemole maggiore per Basso o Baritono
- Zwei Wünsche -in Mi minore per Soprano o Tenore

### Composizioni per pianoforte
- Andantino in Fa maggiore
- Fuga in Do maggiore
- Fuga in Do minore per piano a quattro mani
- Idillio in Re maggiore
- Minuetto in Re bemolle maggiore
- Scherzo in La minore
- Eine Szene aus Schillers "Glocke", in Do maggiore